# Liste de terrae sur Vénus

Ceci est une liste des terrae de Vénus. Elles portent le nom des divinités de l'amour selon la nomenclature planétaire définie par l'Union astronomique internationale.
Seulement trois terrae portent un nom sur Vénus :
| Nom             | Coordonnées      | Diamètre (km) |
| --------------- | ---------------- | ------------- |
| Aphrodite Terra | 5,8° S, 104,8° E | 10 000,0      |
| Ishtar Terra    | 70,4° N, 27,5° E | 5 610,0       |
| Lada Terra      | 62,5° S, 20° E   | 8 615,0       |

- Aphrodite Terra est nommée d'après la déesse grecque de l'amour, l'homologue de Vénus dans la mythologie romaine. Elle se trouve dans l'hémisphère sud, juste sous l'équateur.

- Ishtar Terra est nommée d'après la déesse babylonienne de l'amour. Elle se trouve dans l'hémisphère nord. Parmi ses caractéristiques se trouve le point le plus haut de Vénus, Maxwell Montes.

- Lada Terra est nommée d'après la déesse slave de l'amour. Elle se trouve dans la région polaire sud.

## Compléments